# Drielandenpunt (Ouren)

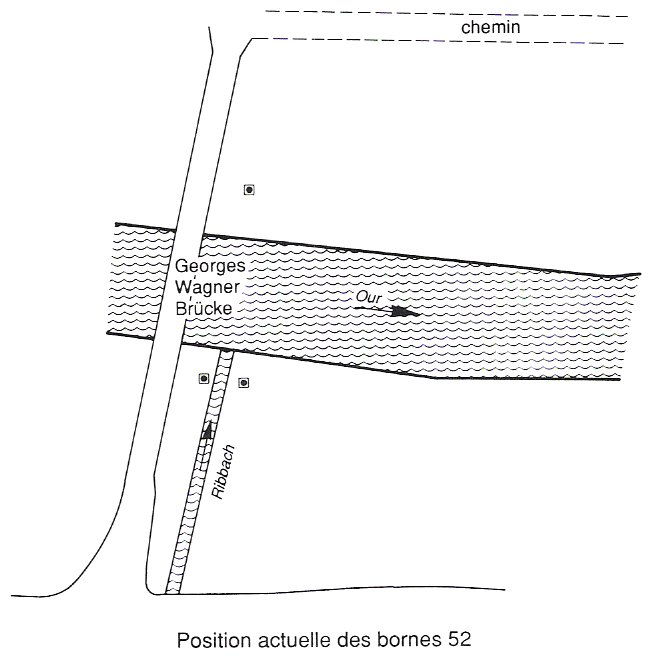
Kaartje van het Drielandenpunt

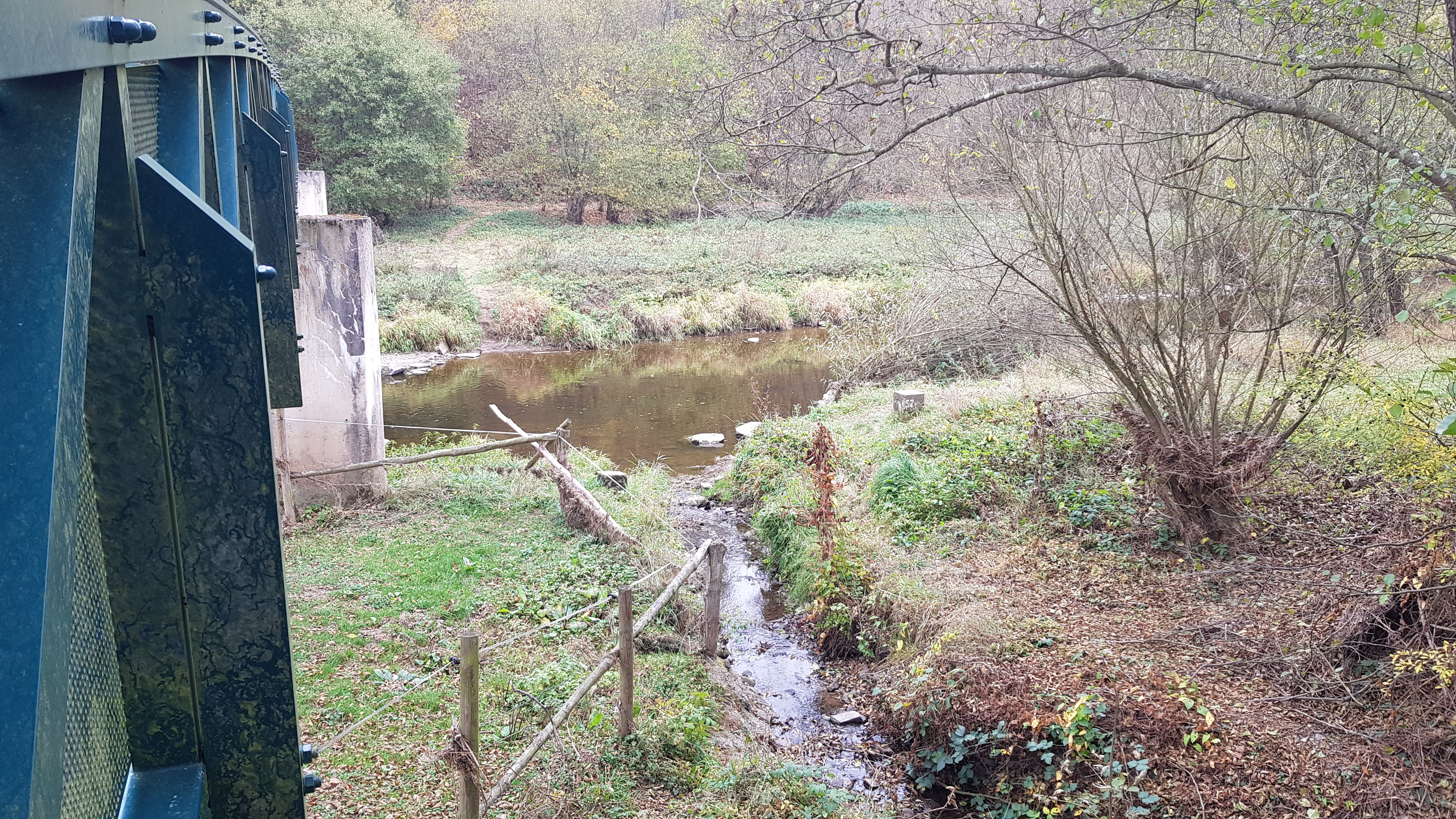
Drielandenpunt in het midden van de rivier

Het Drielandenpunt bij Ouren is een drielandenpunt waar de grenzen tussen België, Duitsland en Luxemburg samenkomen. Het punt is gelegen in het midden van de rivier de Our op de plaats waar de beek Ribbach in de Our stroomt. De Ribbach is ter plaatse de grens tussen België en Luxemburg. Het ligt op de grens van de gemeenten Burg-Reuland, Clervaux en Verbandsgemeinde Arzfeld. Ten noorden van het Drielandenpunt ligt het Belgische dorp Ouren met Burg Ouren, naar het zuidwesten ligt het Luxemburgse dorp Lieler.

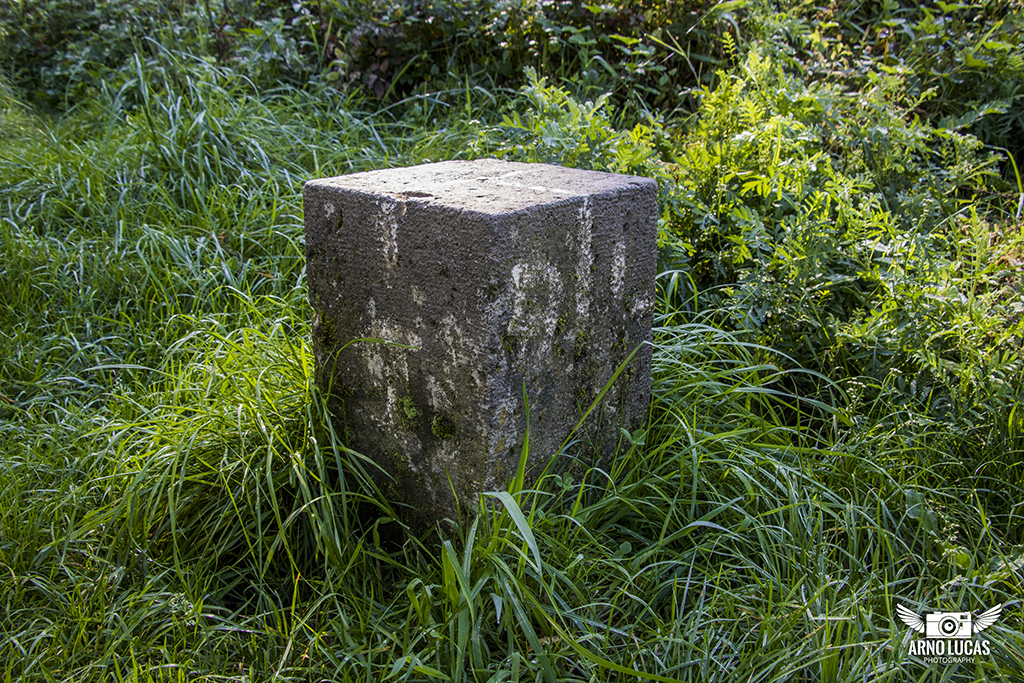
Drielandenpunt België, Duitsland en Luxemburg

Op de oevers van de rivier staan er drie eenvoudige grensstenen.
Vlak ten noorden van het Drielandenpunt ligt de Georges-Wagner-Brücke en ongeveer 100 meter naar het westen staat sinds 1977 het Europamonument.